# Cultura del Cáucaso Norte
La cultura del Cáucaso Norte (del ruso: Северокавказская культура) fue una unidad etnocultural de la Edad del Bronce que existió entre finales del III milenio a. C. e inicios del II milenio a. C. en la región del Cáucaso Norte en el marco de la provincia metalúrgica circunpóntica.
Esta cultura reemplazó a la cultura de Maikop, ocupó toda su zona y parte de la zona de la cultura Kurá-Araxes. En su zona septentrional se vincularía con las culturas arqueológicas de las estepas del sur de Rusia (en particular con la cultura de las catacumbas y Cultura de Srubna). En el suroeste tiene vínculos con la cultura de los dolmenes del Caucaso Occidental. En el este tiene influencias mutuas con la culturas antiguas de Daguestán, su frontera sur pasaría por la cordillera principal del Cáucaso. 
Principalmente se conocen enterramientos de esta cultura, los asentamientos se han estudiado poco. La ceremonia de entierro incluía a creación de un foso vertical para la cámara del fallecido, normalmente se colocaba el cuerpo sobre su espalda en posición extendida, colocándose un recipiente con comida a sus pies. Algunos investigadores atribuyen a esta cultura la construcción de algunos dólmenes específicos en los que cinco grandes losas forman una cámara cerrada en la que se coloca el cuerpo del difunto. La población de esta cultura usó bronces con estaño y nuevas tecnologías en el trabajo de metales. El torno de alfarero no era conocido.
Un yacimiento de esta cultura es la Fortaleza Liventsovskaya.